# Ted McCarty
Theodore M. («Ted») McCarty (1910 – 1 de abril de 2001) fue un inventor, pionero en el diseño y producción de guitarras eléctricas. Presidente de Gibson Guitar Corporation entre 1950 y 1966, fue el creador del modelo Gibson Les Paul junto al músico que dio nombre al instrumento.
Nombrado vicepresidente de Gibson en 1949, pasó a ser su presidente en 1950. Durante su presidencia, las ventas de la compañía pasarían de las 5.000 a más de 100.000 unidades anuales, lo que permitiría pasar de 150 a más de 1.200 empleados al cabo de 18 años.
La Les Paul fue el primero de los modelos de guitarra eléctrica de cuerpo macizo fabricadas por Gibson, al que seguiría la Gibson ES-335, de cuerpo semi macizo, con la intención de obtener un instrumento híbrido que incorporara algunas de las propiedades acústicas de las guitarras de cuerpo hueco. Igualmente, a partir de 1958 lanzaría las guitarras de línea futurista Explorer, Flying V, Moderne y Firebird.